# Rousseloy
Rousseloy is een gemeente in het Franse departement Oise (regio Hauts-de-France) en telt 312 inwoners (2005). De plaats maakt deel uit van het arrondissement Clermont.

## Geografie
De oppervlakte van Rousseloy bedraagt 3,9 km², de bevolkingsdichtheid is 80,0 inwoners per km².
De onderstaande kaart toont de ligging van Rousseloy met de belangrijkste infrastructuur en aangrenzende gemeenten.

## Demografie
Onderstaande figuur toont het verloop van het inwonertal (bron: INSEE-tellingen).